# Scaphyglottis prolifera
Scaphyglottis prolifera là một loài lan bản địa Tân nhiệt đới.

## Hình ảnh

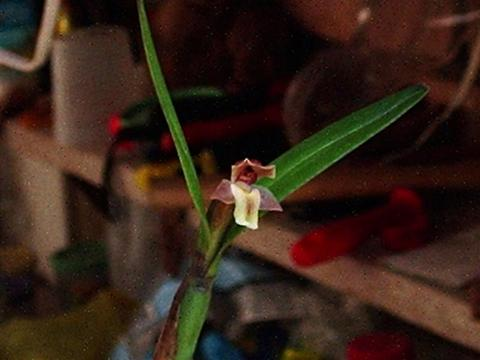
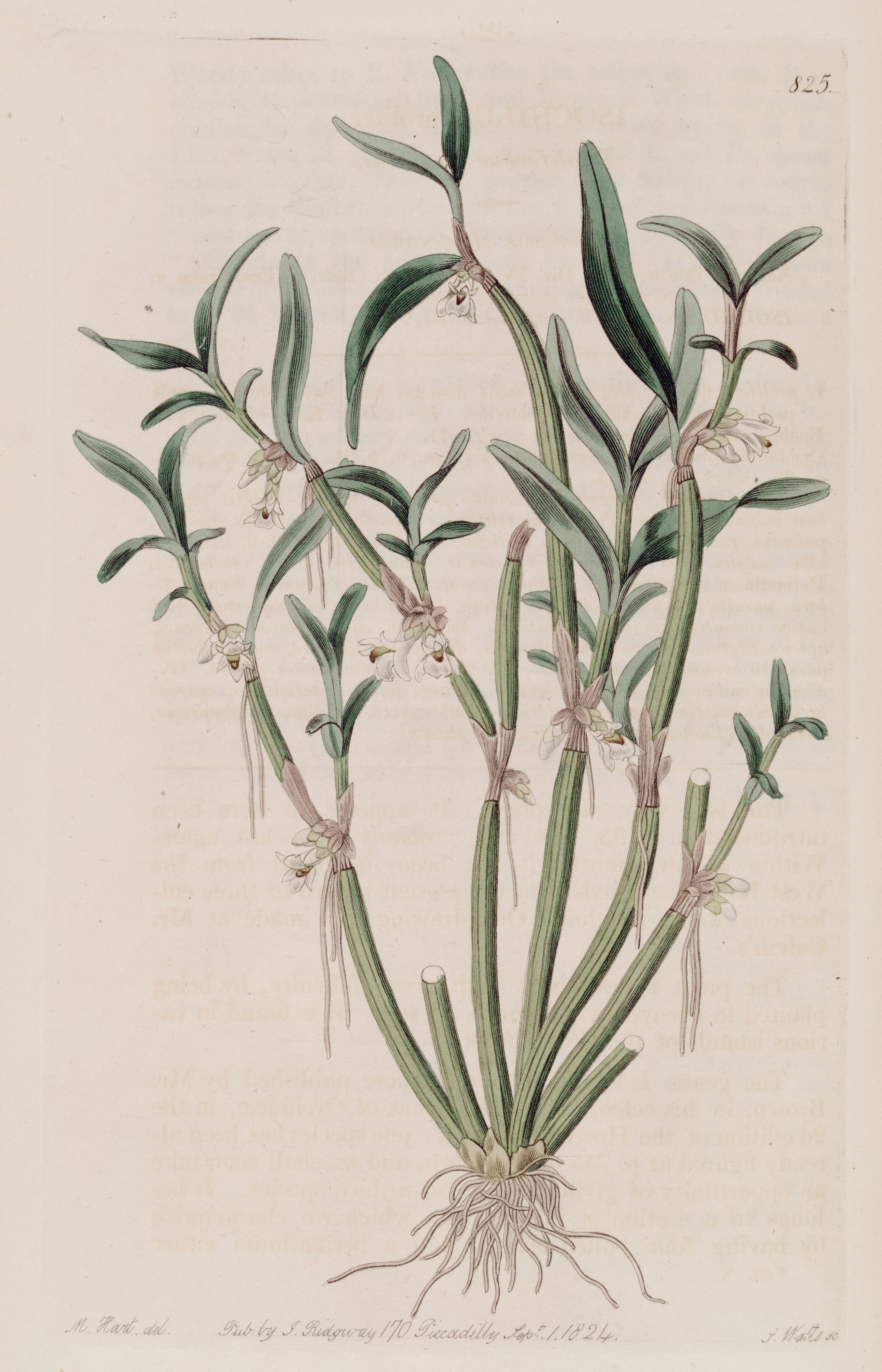